# Paulo Victor (calciatore 2001)
Paulo Victor de Almeida Barbosa (Bocaiúva, 13 aprile 2001) è un calciatore brasiliano, difensore del Santa Clara.

## Caratteristiche tecniche
È un terzino sinistro.

## Carriera
Cresciuto nel settore giovanile del Nova Iguaçu, debutta in prima squadra il 19 febbraio 2020 in occasione dell'incontro del Campionato Carioca pareggiato 2-2 contro l'America-RJ.

## Statistiche
Statistiche aggiornate al 1º agosto 2021.

### Presenze e reti nei club
| Stagione        | Squadra         | Campionato      | Campionato | Campionato | Coppe nazionali | Coppe nazionali | Coppe nazionali | Coppe continentali | Coppe continentali | Coppe continentali | Altre coppe | Altre coppe | Altre coppe | Totale | Totale | Totale |
| Stagione        | Squadra         | Comp            | Pres       | Reti       | Comp            | Pres            | Reti            | Comp               | Pres               | Reti               | Comp        | Pres        | Reti        | Pres   | Reti   |        |
| --------------- | --------------- | --------------- | ---------- | ---------- | --------------- | --------------- | --------------- | ------------------ | ------------------ | ------------------ | ----------- | ----------- | ----------- | ------ | ------ | ------ |
| 2020            | Nova Iguaçu     | A/RJ+A2/RJ      | 3+4        | 0          |                 | -               | -               |                    | -                  | -                  |             | -           | -           | 7      | 0      |        |
| 2021            | Botafogo        | A/RJ+B          | 12+5       | 0          | CB              | 1               | 0               |                    | -                  | -                  |             | -           | -           | 18     | 0      |        |
| 2021            | Internacional   | PD/RS+A         | 0+5        | 0          | CB              | 0               | 0               | CL                 | 0                  | 0                  |             | -           | -           | 5      | 0      |        |
| Totale carriera | Totale carriera | Totale carriera | 29         | 0          |                 | 1               | 0               |                    | 0                  | 0                  |             | -           | -           | 30     | 0      |        |

## Palmarès

### Competizioni statali
- Campeonato Cearense: 1

Ceará: 2024